# Времевка
Времевка (укр. Времівка) — село на Украине, находится в Волновахском районе Донецкой области.
Население по переписи 2001 года составляет 1 344 человека.
17 января 2025 года село было захвачено Вооружёнными силами РФ.

## Известные уроженцы
- Белогуров, Александр Иванович (1914—1942) — Герой Советского Союза.
- Косматенко, Анатолий Денисович (1921—1975) — украинский советский писатель.
- Червоненко, Андрей Кондратьевич (1918—1995) — советский тренер по боксу. Заслуженный тренер РСФСР и СССР.

## Местная власть
85500, Донецкая область, Волновахский р-н, пгт. Великая Новосёлка, ул. Пушкина, 32, 91-4-71